# Patrick E. Elvander
Patrick E. Elvander (1950 - 1998) fue un botánico, y docente estadounidense. Fue un popular profesor del Departamento de Biología de la UC Santa Cruz.
Su especialidad era la familia Saxifragaceae, y más concretamente el género Saxifraga.
Patrick recibió su B.A. en botánica en el Pomona College, Claremont, California. Se graduó cum laude en 1972 y fue elegido miembro de Phi Beta Kappa. Recibió su M.Sc. en 1975 y su doctorado en botánica en 1979, de la Universidad de Washington. Antes de llegar a la UCSC en 1981, se desempeñó como consultor para el Servicio Forestal de los EE. UU., el Departamento de Botánica de la Institución Smithsonian y dictado cursos en la Universidad de Washington en Seattle y en la Oregon State University Corvallis.

## Algunas publicaciones

### Libros
- patrick e. Elvander, elizabeth fortson Wells. 1984. The taxonomy of Saxifraga (Saxifragaceae), section Boraphila, subsection Integrifoliae in western North America. Volumen 3 de Systematic botany monographs. 121 pp. ISBN 0912861037
- 1979. The biology and taxonomy of western North American Saxifraga (Saxifragaceae) in section Boraphila subsection Integrifoliae. Ed. University of Washington. 372 pp.
- 1975. Biosystematic studies of a new species of Saxifraga and its relatives. Ed. University of Washington. 174 pp.

## Honores
- American Society of Plant Taxonomists
- Society of Systematic Biologists
- California Botanical Society
- American Museum of Natural History and the Nature Conservancy

- La abreviatura «A.A.Eaton» se emplea para indicar a Patrick E. Elvander como autoridad en la descripción y clasificación científica de los vegetales.[2]